# Julian Jia
Julian Jia Zhichao (chinesisch 贾志超, Pinyin Jiǎ Zhìchāo; * 19. Dezember 1991 in Guizhou) ist ein chinesischer Pianist.
Im Alter von zwölf Jahren wurde Jia Jungstudent an der Robert Schumann Hochschule Düsseldorf bei Barbara Szczepanska und studierte später bei Arie Vardi an der Hochschule für Musik und Theater Hannover.
Er trat als Solist und mit Orchester in Europa, China und Südamerika auf. Unter anderem spielte er beim Klavier-Festival Ruhr, dem Beethovenfest Bonn, den Festspielen Mecklenburg-Vorpommern, dem Schleswig-Holstein-Musikfestival und dem Kissinger Sommer.
Er erhielt eine Vielzahl von Preisen und Auszeichnungen, darunter 2005 den zweiten Preis beim Franz-Liszt-Wettbewerb für junge Pianisten in Weimar. 2014 gewann er den 1. Preis beim Kissinger Klavierolymp.

## Auszeichnungen
- 1. Preis, Kritikerpreis, Publikumspreis & IUC Sapienza Award beim 30. Concorso Pianistico Alessandro Casagrande, Italien[6]
- 1. Preis & Publikumspreis beim 12. KlavierOlymp in Bad Kissingen[7]
- 1. Preis, Haydn Sonderpreis & EMCY Sonderpreis beim 11. Internationalen Klavierwettbewerb Ettlingen[8]